# Умножающие приставки
Умножа́ющие приста́вки (также умножающие префиксы, числовые приставки, числительные приставки) — приставки, обозначающие количество повторений понятия, лежащего в основе термина. В химической номенклатуре используются для обозначения количества одинаковых радикалов или соединений, на которых основано название. Например, название «триэтиламин», (С2H5)3N, использует приставку «три-» для обозначения трёх вхождений этила С2Н5 в амин.

## Коэффициент 1
Единственность объекта устанавливается несколькими приставками:
- Моно- (от др.-греч. μόνος «один») используется в научных и технических терминах (монокультура, моноцикл), в химической номенклатуре обычно опускается, но иногда используется во избежание путаницы: например, монооксид углерода для явного отличия от более распространённого диоксида углерода.
- Уни- (от лат. ūnus «один») используется как в значении «единственный» (уницикл), так и «единый».
- Одно- используется для обозначения единственного числа в терминах с русской этимологией (однодворцы).
- Един-/едино- (от ст.‑слав. ѥдинъ «один») используется для обозначения единства в терминах с старославянской этимологией (единство, единорог).
- Ген-, ун- используется для прибавления единицы к сложной приставке, как в случае образования «генэйкоса-» (21) на базе «эйкоса-» (20) (например, генэйкосабериллийпентаникель, Be21Ni5).

## Коэффициент 2
Коэффициент 2 передаётся многими приставками:
- Ди- (от др.-греч. δίς «дважды») — обычно в русском языке приставка имеет значение «дважды», «двойной» (например, диграф), в химической номенклатуре используется для указания числа незамещённых радикалов или соединений (дифенил). Однако вошедшая в состав русских корней приставка может также иметь другие значения и этимологию[1]:
- Диа- (от др.-греч. δία «через») — например: диамагнетик; теряет последнюю гласную, если корень начинается с гласной, например: диэлектрик.
- Дис- (от лат. dis- «разделение») — например: диссонанс; теряет последнюю согласную перед некоторыми другими согласными, например: дивергенция.
- Би- (от лат. bis «дважды») обычно указывает на два предмета или признака (бипедализм), зачастую разных (бином, биметалл). В химической номенклатуре указывает на два идентичных кольца, связанных ординарной или двойной связью (бифенил). Бис- в химической номенклатуре обозначает два идентичных, одинаково замещённых радикала (например, бис-(2-хлорэтил)этиламин).
- Дуо- (лат. duo «два»)[2], например дуоциллин (ветеринарный препарат) или дуоцентричность английского языка.

Приставки дву-/двух- с русской этимологией используются в русских вариантах терминов («двучлен», «двуногость»). В химической номенклатуре используются в названиях кислот и солей (например, двууглекислый натрий).
Приставки орто-/мета-/пара- в химической номенклатуре определяют положение пары заместителей в бензольном кольце и тем самым указывают на два заместителя (например, орто-ксилол).
До- используется для прибавления двух к сложной приставке, как в случае образования «додека-» (12) на базе «дека-» (10) (например, додекафония).

## Коэффициенты более 2
Умножающие приставки для коэффициентов более 2 образованы по схемам, схожим с применяемыми в случае коэффициента 2:
- приставки, образованные от греческих числительных (например, пента-, «пять»), используются в научных и технических терминах (пентаэдр, пентод) и обыденных словах («пентаграмма»). В химической номенклатуре применяются для указания числа незамещённых радикалов или соединений (пентанитрид трифосфора);
- приставки, образованные от греческих наречий количества (например, тетракис-, «четырежды»), используются в химической номенклатуре для указания числа идентичных, сложных радикалов (например, тетракис(трифенилфосфин)палладий);
- приставки, образованные от латинских наречий количества (например, тер-, «трижды»), в химической номенклатуре указывают на идентичные кольца (терфенил);
- приставки с русскими корнями используются в русских вариантах терминов (шестиугольник, шестифтористый уран);
- используются также отдельные приставки, образованные от латинских числительных (например, квадри-, «четыре» — квадрицикл).

Несколько первых умножающих приставок приведено в таблице ниже.
| Коэффициент | Русская приставка | От латинского наречия | От латинского числительного | От греческого числительного | От греческого наречия |
| ----------- | ----------------- | --------------------- | --------------------------- | --------------------------- | --------------------- |
| 1           | одно-             | уни-                  |                             | моно-                       |                       |
| 2           | дву-/двух-        | би-                   |                             | ди-                         |                       |
| 3           | тре-/трёх-        | тер-                  | три-                        | три-                        | трис-                 |
| 4           | четырёх-          | кватер-               | квадри-                     | тетра-                      | тетракис-             |
| 5           | пяти-             | квинки-               |                             | пента-                      | пентакис-             |
| 6           | шести-            | секси-                |                             | гекса-                      | гексакис-             |
| 7           | семи-             | септи-                |                             | гепта-                      | гептакис-             |
| 8           | восьми-           | окти-                 |                             | окта-                       | октакис-              |
| 9           | девяти-           | нони-                 |                             | нона- (также эннеа-)        | нонакис-              |
| 10          | десяти-           | деци-                 |                             | дека-                       | декакис-              |

На практике применение приставок продолжается далеко за пределами предшествующей таблицы, особенно в химии (например, генпентаконтасеребротетрадекадиспрозий (Ag51Dy14)):
| Коэффициент | Приставка          | Коэффициент | Приставка  | Коэффициент | Приставка      |
| ----------- | ------------------ | ----------- | ---------- | ----------- | -------------- |
| 11          | ундека- (гендека-) | 21          | генэйкоса- | 31          | гентриаконта-  |
| 12          | додека-            | 22          | докоса-    | 40          | тетраконта-    |
| 13          | тридека-           | 23          | трикоса-   | 41          | гентетраконта- |
| 14          | тетрадека-         | 24          | тетракоса- | 50          | пентаконта-    |
| 15          | пентадека-         | 25          | пентакоса- | 60          | гексаконта-    |
| 16          | гексадека-         | 26          | гексакоса- | 70          | гептаконта-    |
| 17          | гептадека-         | 27          | гептакоса- | 80          | октаконта-     |
| 18          | октадека-          | 28          | октакоса-  | 90          | эннеаконта-    |
| 19          | нонадека-          | 29          | нонакоса-  |             |                |
| 20          | эйкоси- (эйкоса-)  | 30          | триаконта- |             |                |

## Дробные приставки
Русский язык содержит немногочисленные дробные приставки:
- ½ — полу-, геми- (от др.-греч. ἡμι-, «половина»), например, полусфера, гемикрания
- 1½ — полутора-, сескви- (от лат. sēsqui-, semi + que , «половина и …»), например, полутораручный меч, сесквитерпены

## Слитно, через дефис или со скобками
Разницу между греческими и латинскими числительными и применение скобок можно проиллюстрировать на примере триметилена и трис(метилен)а:
- триметилен C3H6 является циклоалканом и содержит цикл из трёх компонент CH2;
- если в состав вещества трижды входит метилен без образования кольца, то, во избежание неоднозначности, применяется приставка «трис-» и обычно скобки, чтобы подчеркнуть, что приставка относится именно к метилену, например, анион P(CH2)3 — трис(метилен)метафосфат .